# Гавайская религия

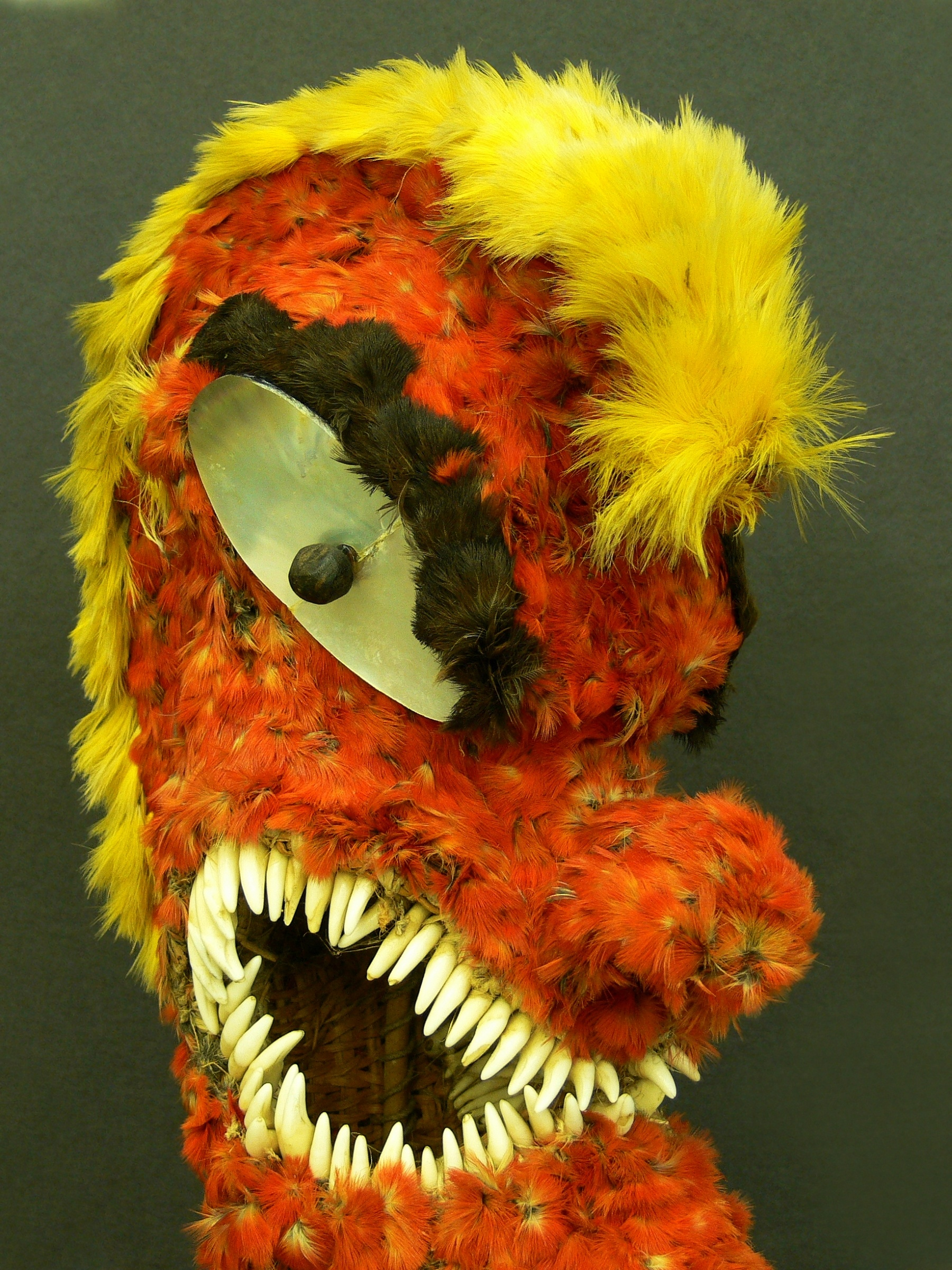
Гавайский бог — Ку

Гавайская религия (гавайская мифология) — древние традиционные религиозные взгляды, мифы и легенды гавайцев. Традиционной гавайской религией был анимистический политеизм, идолопоклонство (язычество), включавший веру в множество божеств и духов, в котором имели место даже человеческие жертвоприношения и культ поклонения костям и мощам усопших. Но эта религия практически не сохранилась

## Божества

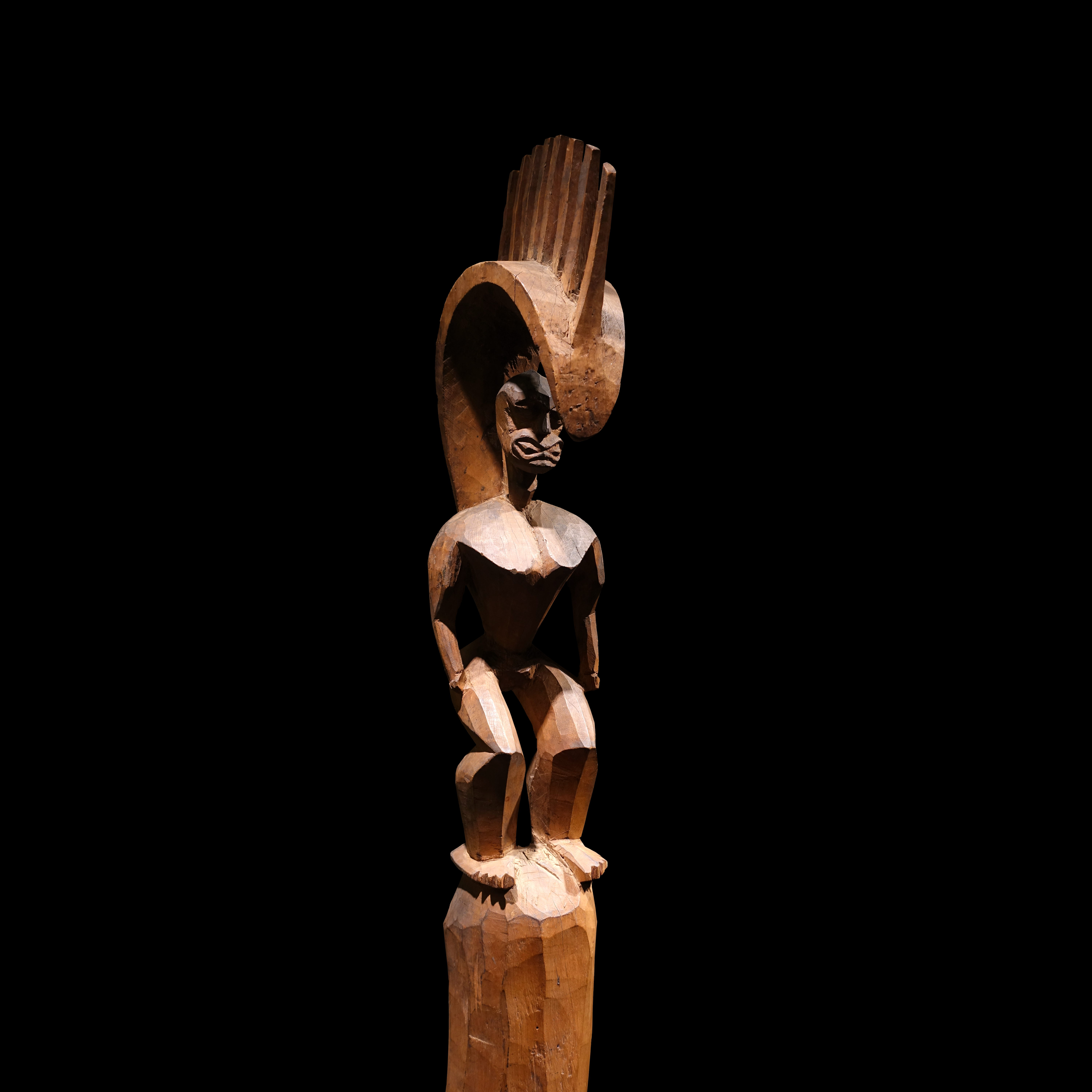
Фигура Бога Лоно

Политеистическая гавайская религия имела 4 основных богов (акуа):
- Кане — верховный бог, прародитель всех вождей в гавайской мифологии.
- Ку — бог войны, также считается одним из богов, сотворивших мир[2].
- Лоно — бог изобилия, сельского хозяйства, дождей и музыки в гавайской мифологии.
- Каналоа — бог океана и океанских ветров[3].

Гавайский пантеон также включал в себя следующие группы богов:
- множество богов и богинь (купуа[англ.])
- духи и опекуны (аумакуа[англ.])

## Современное состоянии религии на Гавайях

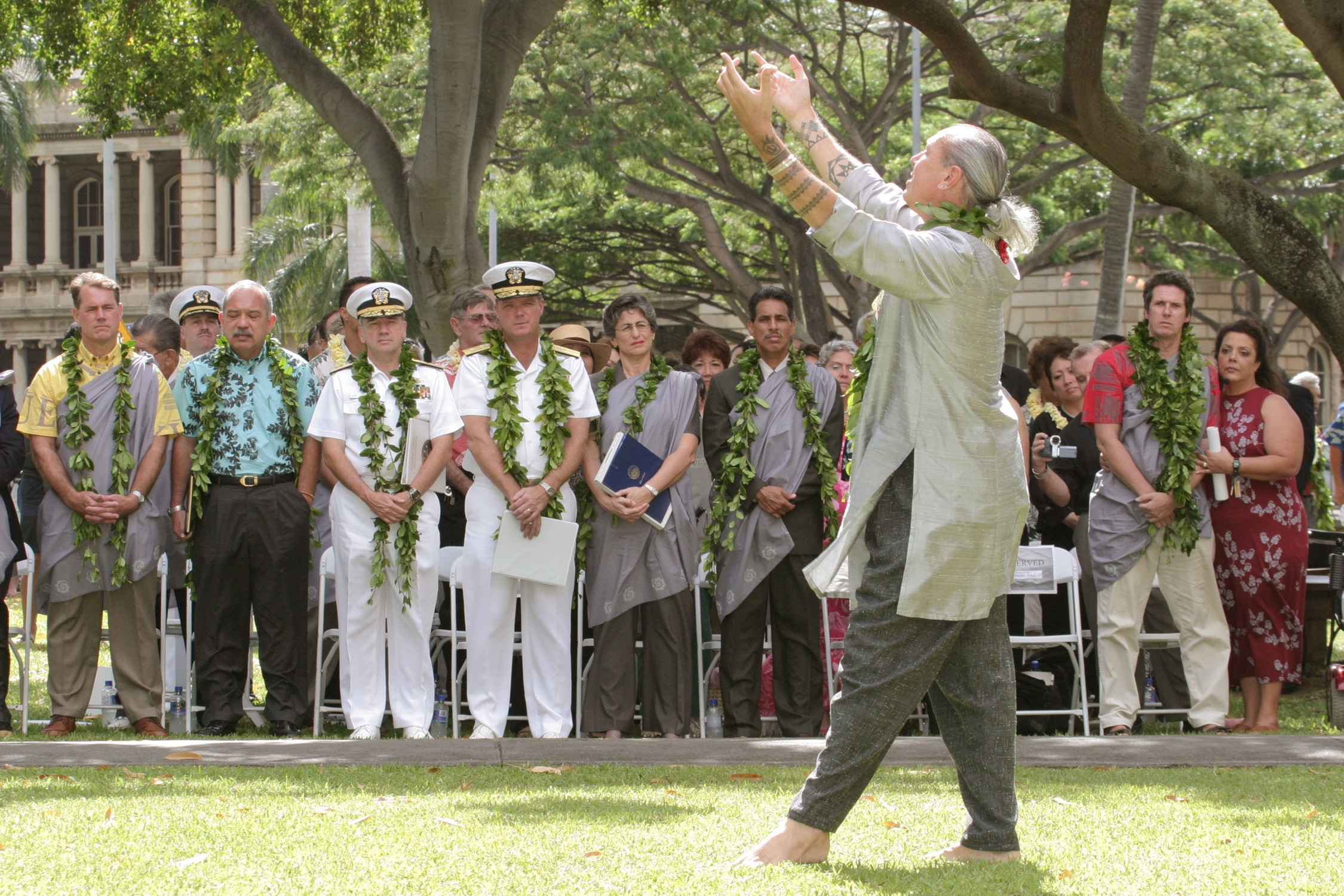
Гавайский символический обряд, 2003 год

На Гавайях действует специальный закон о свободе вероисповедания американских индейцев. В настоящее время самой крупной религиозной организацией Гавайев является католическая церковь, где насчитывается около 250 тысяч прихожан (епархия Гонолулу).
Согласно данным на 2000 год на Гавайях представители различных религиозных конфессий распределены в следующем процентном соотношении:
- Христианство: 351 000 (28,9 %)
- Буддизм: 110 000 (9 %)
- Иудаизм: 10 000 (0,8 %)
- Прочие: 100 000 (10 %) — включает бахаизм, конфуцианство, даосизм, гавайское язычество, индуизм, ислам, сикхизм, синтоизм, сайентологию, викка, зороастризм и другие религии.
- Не принадлежащие ни к одной из религий: 650 000 (51,1 %)